# ماينارد ليندون
ماينارد ليندون (بالإنجليزية: Maynard Lyndon)‏ هو مهندس معماري أمريكي، ولد في 6 سبتمبر 1907 في هويل في الولايات المتحدة، وتوفي في 15 نوفمبر 1999.